# Junai Romantica
Junai Romantica (純愛ロマンチカ) es una novela ligera escrita por Miyako Fujisaki e ilustrada por Shungiku Nakamura.

## Curiosidades
- Aparece frecuentemente en Junjou Romantica como novelas ligeras de Akihiko Usami.
- En la historia de Junai Romantica se basa en la historia de Junjou Romantica de Misaki Takahashi y Akihiko Usami.
- En la historia de Junai Egoista se basa en la historia de Junjo Egoista de Hiroki Kamijou y Nowaki Kusama.